# Parti communautaire national-européen
 (octobre 2018).
Le Parti communautaire national-européen (PCN), devenu Parti communautaire néo-eurasien en 2017, est une micro-organisation politique national-bolchévique belge. Elle a été fondée en 1984 par Luc Michel.

## Historique
La création du Parti communautaire national-européen est le résultat d'un rassemblement de fractions de groupuscules extrêmes belges : en 1981, d'anciens membres du Parti des forces nouvelles et du Mouvement socialiste populaire, fondent sous la direction de Luc Michel, le Front nationaliste qui fusionne, en 1982, avec l'équipe de la revue Conscience européenne. En 1984, le Front nationaliste donne naissance au PCN-NCP. Suivant une autre version, le PCN serait né d'un rapprochement entre des nationalistes, des maoïstes et des écologistes, sur la base d'une opposition commune aux fusées Pershings.
Le parti était dirigé par un bureau politique de 8 membres. Les plus connus étaient Luc Michel et Fabrice Béaur, ancien responsable de Nouvelle Résistance pour l’Île-de-France.
Dans les années 1980, le PCN et son fondateur ont été soupçonnés d’être liés aux Cellules communistes combattantes.
Dans les années 1990, le PCN vire plus à gauche afin de tenter de rallier d'ex-communistes désabusés par la chute du camp socialiste. Dans cette perspective, il refuse d'adhérer au Front européen de libération, animé entre autres par Nouvelle Résistance, pour prôner à sa place la fondation d'un Front Noir-Rouge-Vert. Ainsi, le PCN va donner un soin particulier non seulement à se démarquer de l'extrême droite, mais aussi à combattre ouvertement les partis et mouvements considérés comme étant « d'extrême droite ». Il va par exemple appeler à manifester contre Bruno Mégret et présenter aux élections des candidats dans des circonscriptions convoitées par le Front National, réclamant même, en 1998, la dissolution du FN. Il avait pourtant, quelques années auparavant, réussi à récupérer quelques élus FN, lesquels étaient par la suite repartis.
Le PCN poussera son orientation à gauche encore plus loin, en 1997, en revendiquant le droit de vote et le droit d'éligibilité des immigrés en Europe. À la même période, le PCN prend contact avec des associations issues de l'immigration pour bénéficier du vote de leurs membres de nationalité belge. Le PCN présentera sur ses listes électorales plusieurs candidats d'origine immigrée, dont une jeune femme d'origine algérienne. Il diffuse même, dans certains quartiers, des tracts en arabe.
En 1996, le député FN Jacques Hubert décide de siéger au Parlement wallon et au Parlement de la communauté française sous le sigle du PCN jusqu'à la fin de la législature.
Le PCN a pris le parti de soutenir divers gouvernements nationalistes ou communistes tiers-mondistes : celui de Slobodan Milošević en Yougoslavie, de la Jamahiriya arabe libyenne populaire et socialiste de Mouammar Kadhafi, du Parti Baas en Syrie et en Irak ou de la Corée du Nord. Il participa à la défense de Slobodan Milošević avec la création du « Comité francophone pour la défense de Slobodan Milošević ». Son président fut d'ailleurs, avec maître Jacques Vergès, le seul défenseur confronté au porte-parole du Tribunal pénal international pour l'ex-Yougoslavie lors d'un débat télévisé sur la chaîne française Public Sénat. Il anime le mouvement pro-Kadhafi et diffuse Le Livre vert en Europe. Ses principaux dirigeants sont également ceux du Mouvement européen pour la démocratie directe (MEDD) qui est la structure européenne officielle des « Comités révolutionnaires » libyens pour toute l'Europe. Il participe également au soutien à la « résistance irakienne » avec la création des « Comités Irak de base » qui soutiennent le parti Baas entré dans la clandestinité.
Lors des élections législatives de juin 2007 en Belgique, le PCN a appelé à voter en Flandre pour le parti populiste Vlaams Belang, et en Wallonie et à Bruxelles pour le parti rattachiste Rassemblement Wallonie-France, suivant en cela une ligne « Tout sauf le Régime belgicain ! »
Le PCN a présenté des candidats à diverses élections en Belgique et en France avec des résultats habituellement très faibles. Un candidat du PCN, Yann Wannepain, qui par ailleurs adhéra par la suite au Mouvement des Citoyens, obtint 1,50 % des voix en 1998 lors d'une élection cantonale partielle à Valenciennes sud, ce qui constitue son meilleur score jamais obtenu en France.
Aujourd'hui, l'action du PCN semble se concentrer sur l'Est européen, comme le démontrent les récents et nombreux voyages de ses dirigeants en Transnistrie (république sécessionniste de Moldavie), en Abkhazie (république scissionniste de Géorgie), en Moldavie sans oublier Moscou (Russie). Il s'agit d'un micro-parti qui n'est plus actif que sur internet (particulièrement sur Facebook, car le site du parti n'a pas été mis à jour depuis 2012).
Le PCN a eu des sections en France et en Suisse à la fin des années 1990. La plupart de leurs membres provenaient du mouvement Nouvelle Résistance. La section suisse aurait compté une vingtaine de membres.
Luc Michel le fondateur du parti est décédé le 1er avril 2025, des suites d'une longue maladie, après une hospitalisation de plusieurs mois.

## Idéologie
Il s'agit d'un parti transnational d'idéologie « nationale-bolchévique ». Le Parti communautaire national-européen (PCN) se réclame de l'héritage du mouvement Jeune Europe (1961-1969) et de l'idéologie de son fondateur Jean Thiriart. Sa doctrine est le « communautarisme européen » qu'il définit comme le « socialisme du XXIe siècle ». Thiriart écrira que Luc Michel a créé tout seul le PCN, en utilisant 95% de ses écrits, ajoutant qu'il n'avait jamais adhéré lui-même au PCN et n'avait même jamais mis les pieds à Charleroi.
Le PCN se déclare en faveur de la création d'une République européenne fédérale rassemblant tous les pays d'Europe et de l'ex-URSS (y compris donc les pays du Caucase et d'Asie centrale ex-soviétiques), ainsi que la Turquie et les pays du Maghreb.

## Héritage
Le dernier secrétaire général du PCN, Frédéric Kister, a rompu avec ce parti. Il est devenu depuis secrétaire général du Mouvement Nation, un petit parti belge d'extrême droite, violemment hostile à l'immigration, et qui se présente régulièrement aux élections.
L'un de ses anciens responsables, Nicolas Pomies, l'a quitté et est devenu plus tard l'un des dirigeants de l'Union des familles laïques (UFAL) et de la Coordination nationale de la gauche républicaine. Un autre, Alain Avello, a rejoint le Front national et y est devenu le secrétaire-général puis président du Collectif Racine et conseiller régional des Pays de la Loire.

## Résultats électoraux

### Chambre des représentants
| Année | %    | Sièges  | +/− | Gouvernement                   |
| ----- | ---- | ------- | --- | ------------------------------ |
| 1985  | 0,03 | 0 / 150 | ±0  | Opposition extra-parlementaire |
| 1987  | 0.08 | 0 / 150 | ±0  | Opposition extra-parlementaire |
| 1991  | 0.03 | 0 / 150 | ±0  | Opposition extra-parlementaire |
| 1995  | 0,04 | 0 / 150 | ±0  | Opposition extra-parlementaire |
| 1999  | 0,01 | 0 / 150 | ±0  | Opposition extra-parlementaire |

### Sénat
| Année | %    | Sièges  | +/− |                                |
| ----- | ---- | ------- | --- | ------------------------------ |
| 1985  | 0,02 | 0 / 150 | ±0  | Opposition extra-parlementaire |
| 1987  | 0.09 | 0 / 150 | ±0  | Opposition extra-parlementaire |
| 1991  | 0.05 | 0 / 150 | ±0  | Opposition extra-parlementaire |
| 1995  | 0,17 | 0 / 150 | ±0  | Opposition extra-parlementaire |
| 1999  | 0,05 | 0 / 150 | ±0  | Opposition extra-parlementaire |

### Parlement wallon
| Année | %    | Sièges  | +/− | Gouvernement                   |
| ----- | ---- | ------- | --- | ------------------------------ |
| 1995  | 0,10 | 0 / 150 | ±0  | Opposition extra-parlementaire |
| 1999  | 0,02 | 0 / 150 | ±0  | Opposition extra-parlementaire |

### Parlement bruxellois
| Année | %    | Sièges  | +/− | Gouvernement                   |
| ----- | ---- | ------- | --- | ------------------------------ |
| 1995  | 0,06 | 0 / 150 | ±0  | Opposition extra-parlementaire |